# Bill Hicke
William Lawrence Hicke (Regina, 31 marzo 1938 – Regina, 18 luglio 2005) è stato un hockeista su ghiaccio canadese che per quattordici stagioni ha giocato nella National Hockey League.

## Carriera
Hicke, fratello maggiore di Ernie, giocò a livello giovanile per quattro stagioni con la squadra della propria città i Regina Pats dal 1954 fino al 1958. Nella stagione 1958-1959 fece il proprio esordio fra i professionisti giocando un incontro in NHL con i Montreal Canadiens durante i playoff conclusi con la conquista della Stanley Cup.
Nello stesso anno però vestì la maglia dei Rochester Americans, farm team dell'American Hockey League in cui fu autore di una stagione eccezionale: vinse infatti il Dudley "Red" Garrett Memorial Award come miglior rookie, il John B. Sollenberger Trophy come miglior marcatore e il Les Cunningham Award come MVP.
Hicke rimase a Montréal fino al 1964 vincendo una seconda Stanley Cup prima di essere ceduto ai New York Rangers. Con i Rangers giocò per tre stagioni oltre a due prestiti nelle leghe minori con i Minnesota Rangers nella stagione 1965-66 e i Baltimore Clippers in quella 1966-67, tuttavia le sue prestazioni furono gravemente condizionate da alcuni problemi di salute. Nell'estate del 1967 venne selezionato in occasione dell'Expansion Draft dagli Oakland Seals, una delle sei nuove franchigie della NHL.
Dopo quattro stagioni a Oakland Hicke nell'autunno del 1971 si trasferì per alcune settimane ai Pittsburgh Penguins per poi essere subito scambiato con i Detroit Red Wings. Per il resto della stagione 1971-72 giocò nei farm team dei Tidewater Wings e dei Fort Worth Wings. Hicke concluse la propria carriera nel 1973 dopo aver giocato la stagione inaugurale della World Hockey Association con gli Alberta Oilers.
Nel luglio del 2005 morì a causa di un cancro e la sua maglia numero 17 fu ritirata dai Regina Pats per il suo contributo alla squadra di giocatore, allenatore, general manager e proprietario.

## Palmarès

### Club
- Stanley Cup: 2

Montréal: 1958-1959, 1959-1960

### Individuale
- Dudley "Red" Garrett Memorial Award: 1

1958-1959
- John B. Sollenberger Trophy: 1

1958-1959 (97 punti)
- Les Cunningham Award: 1

1958-1959
- AHL First All-Star Team: 1

1958-1959
- NHL All-Star Game: 3

1959, 1960, 1969